# Подгор (Емецкое сельское поселение)
Подгор — деревня в Холмогорском районе Архангельской области.

## География
Находится в центральной части Архангельской области у западной границы села Емецк.

## История
В 1905 году здесь (тогда деревня Холмогорского уезда Архангельской губернии) было учтено 16 дворов. До 2022 года входила в Емецкое сельское поселение до его упразднения.

## Население
Численность населения: 110 человек (1905 год), 163 (русские 97 %) в 2002 году, 115 в 2010.